# Greenidea castanopsidis
Greenidea castanopsidis är en insektsart. Greenidea castanopsidis ingår i släktet Greenidea och familjen långrörsbladlöss. Inga underarter finns listade i Catalogue of Life.